# London-Centre-Nord (circonscription provinciale)
Circonscription électorale provinciale du Canada
London-Centre-Nord ((en) London North Centre) est une circonscription provinciale de l'Ontario représentée à l'Assemblée législative de l'Ontario depuis 1999.

## Géographie
Elle se constitue de la partie nord de la ville de London.
Les circonscriptions limitrophes sont Lambton—Kent—Middlesex, London—Fanshawe et London-Ouest.

## Historique
| Législature                                                                         | Années        | Député | Député            | Parti                     |
| ----------------------------------------------------------------------------------- | ------------- | ------ | ----------------- | ------------------------- |
| London-Centre-Nord Circonscription issue de London-Nord, London-Centre et Middlesex |               |        |                   |                           |
| 37e                                                                                 | 1999-2003     |        | Dianne Cunningham | Progressiste-conservateur |
| 38e                                                                                 | 2003-2007     |        | Deb Matthews      | Libéral                   |
| 39e                                                                                 | 2007-2011     |        | Deb Matthews      | Libéral                   |
| 40e                                                                                 | 2011-2014     |        | Deb Matthews      | Libéral                   |
| 41e                                                                                 | 2014-2018     |        | Deb Matthews      | Libéral                   |
| 42e                                                                                 | 2018-2022     |        | Terence Kernaghan | Néo-démocrate             |
| 43e                                                                                 | 2022–2025     |        | Terence Kernaghan | Néo-démocrate             |
| 44e                                                                                 | 2025–en cours |        | Terence Kernaghan | Néo-démocrate             |

## Circonscription fédérale
Depuis les élections provinciales ontariennes du 4 octobre 2007, l'ensemble des circonscriptions provinciales et des circonscriptions fédérales sont identiques.